# Thurntaler
Thurntaler är ett berg i Österrike.   Det ligger i distriktet Lienz och förbundslandet Tyrolen, i den centrala delen av landet, 300 km sydväst om huvudstaden Wien. Toppen på Thurntaler är 2 408 meter över havet, eller 113 meter över den omgivande terrängen. Bredden vid basen är 1,6 km.
Terrängen runt Thurntaler är bergig åt nordost, men åt sydväst är den kuperad. Runt Thurntaler är det ganska glesbefolkat, med 26 invånare per kvadratkilometer.. Närmaste större samhälle är Obertilliach, 19,0 km öster om Thurntaler. 
I omgivningarna runt Thurntaler växer i huvudsak blandskog.